# Éthlios
Dans la mythologie grecque, Éthlios ou Æthlios (en grec ancien Ἀέθλιος / Aéthlios) est le premier souverain de l'Élide.
Son ascendance est disputée : il passe généralement pour le fils de Zeus et de Protogénie, mais le Catalogue des femmes lui donne pour mère Calycé. Pausanias rapporte également qu'une tradition mineure en fait le fils d'Éole, fils d'Hellen (V, 8, 2).
Il passe aussi, selon les traditions, pour le père d'Endymion.

## Mythes
Éthlios conduit les Éoliens depuis la Thessalie et fonde la cité d'Élis. Selon Eusèbe, afin de donner un challenge à ses fils, Éthlios utilise le concept des Olympiques des Dactyles Idéens et c'est en références à son nom que les adversaires dans ces compétitions sont appelés athlètes (de Ἀέθλιος / Aéthlios). Après Éthlios, ses fils Epeius puis Endymion, Alexinus et Œnomaos furent chacun chargé des sacrifices liés à la fête.

## Sources antiques
- Pseudo-Apollodore, Bibliothèque [détail des éditions] [lire en ligne] (I, 7, 2 ; I, 7, 5).
- Catalogue des femmes [détail des éditions] (fr. 8).
- Hygin, Fables [détail des éditions] [(la) lire en ligne] (CLV).
- Pausanias, Description de la Grèce [détail des éditions] [lire en ligne] (V, 1, 3 ; V, 8, 2).